# Manuel Ibarra
Manuel Francisco Ibarra Valdez est un footballeur chilien né le 18 novembre 1977 à Graneros. Il évoluait au poste de milieu de terrain.

## Biographie

### En club
Manuel Ibarra réalise l'intégralité de sa carrière au Chili. Il joue quatre matchs en Copa Libertadores, et un match en Copa Sudamericana.

### En équipe nationale
Il est médaillé de bronze lors des Jeux olympiques d'été de 2000. Il joue un match lors du tournoi olympique organisé en Australie, contre le Maroc.

## Carrière
- 1995-1997 :  Coquimbo Unido
- 1998-2001 :  Santiago Morning
- 2002-2003 :  Deportes Melipilla
- 2004-2005 :  Universidad de Chile
- 2006 :  Cobresal
- 2007 :  Unión Española
- 2008 :  Audax Italiano[4]

## Palmarès
Avec Universidad :
- Vainqueur du Tournoi d'ouverture du championnat du Chili en 2004

Avec le Chili :
- Médaille de bronze aux Jeux olympiques d'été de 2000